# Башня Кейбл Ти-Ви
Башня Кейбл Ти-Ви (Cable TV Tower, 有線電視大樓, также известна как Wharf Cable Tower или New Tech Centre) — высотный офисный центр, расположенный в Гонконге, в округе Чхюньвань (самое высокое в Гонконге здание промышленного назначения). Небоскрёб построен в 1993 году в стиле модернизма по проекту компании DLN Architects & Engineers. В здании размещается штаб-квартира крупнейшего кабельного оператора города Cable TV Hong Kong (входит в многопрофильную группу Wheelock & Co), а также имеется специальный грузовой лифт для подъёма ISO-контейнеров.

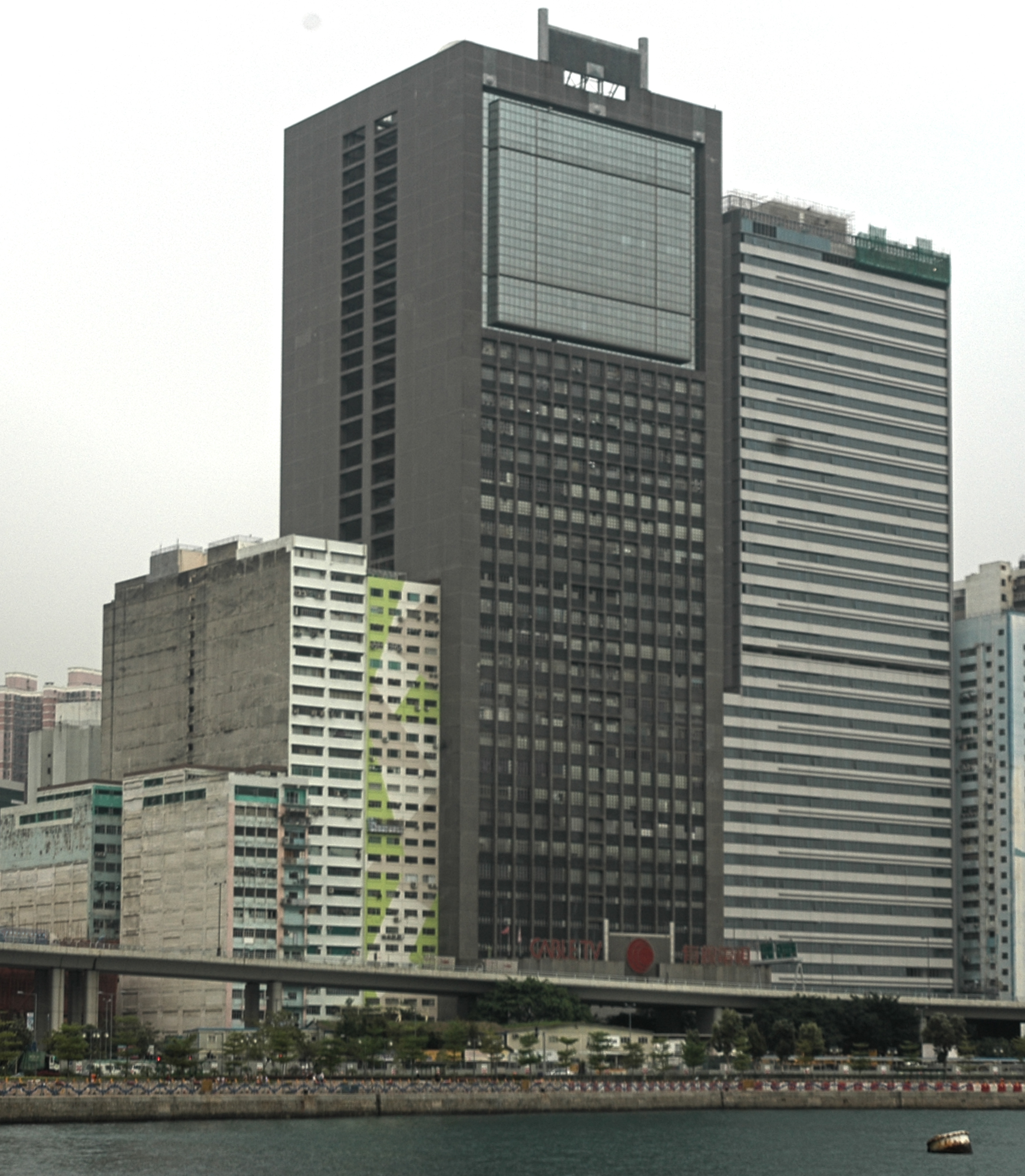
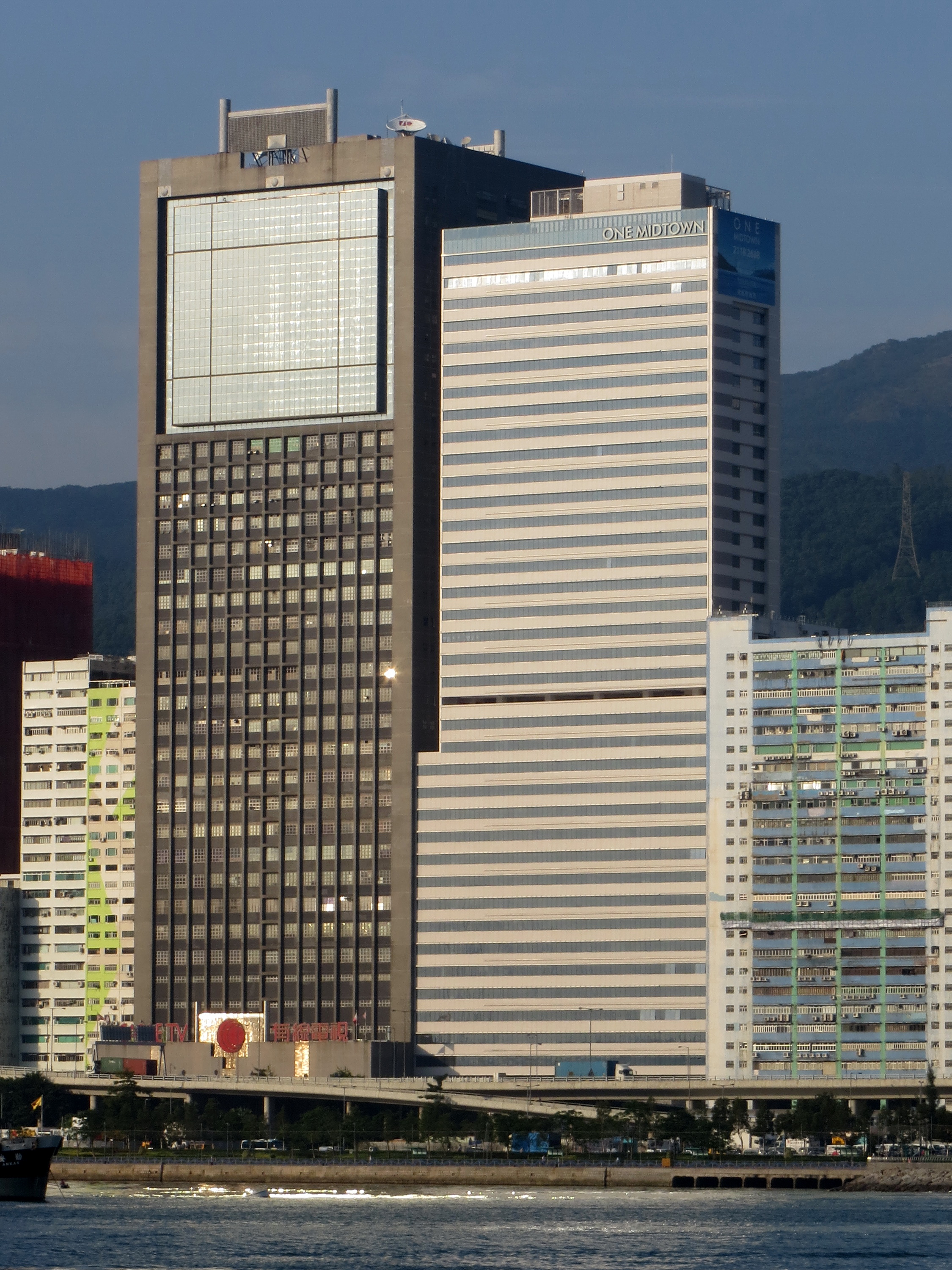